# Canal de Bourgogne

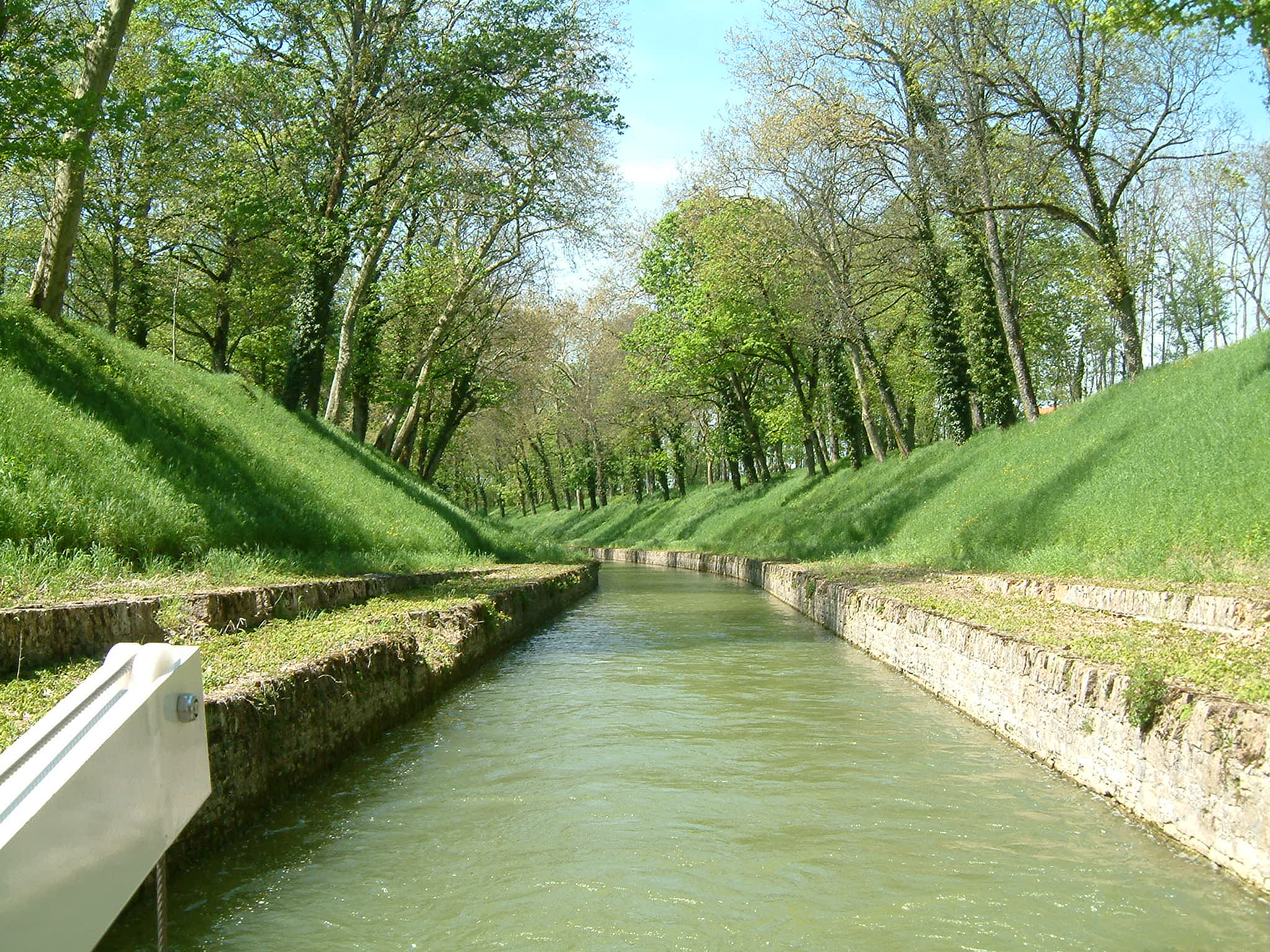
Canal de Bourgogne.

Canal de Bourgogne är en kanal i Bourgogne som ligger i södra Frankrike.
Byggnationen började år 1775 och stod färdig år 1832. Kanalen knyter samman Atlanten och Medelhavet via Yonne och Seine till Saône och Rhône.
Kanalen är 242 km lång med 189 slussar och rinner genom Bourgogne, Yonne och Côte-d'Or.
Trafiken är numera nästan uteslutande av turistkaraktär med hyrbåtar och flytande hotell. Den är också populär som passage mellan Nordsjön och Medelhavet för resenärer med egen båt. Som sådan skildras den i Göran Schildts bok Önskeresan som kom ut 1949 och beskriver en båtfärd året innan från Stockholm till Rapallo i Ligurien. Resans loggbok publicerades sjutton år senare som Loggbok Stockholm - Rapallo av samme författare.